# 李筱峰

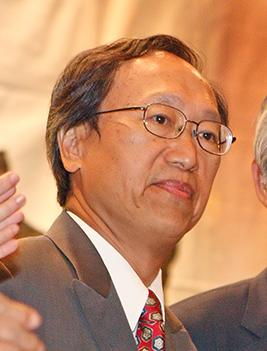
李筱峰

李筱峰（1952年3月6日—），臺灣歷史學家及政治評論家，專門研究臺灣史，提倡泛南島民族意識。國立臺北教育大學台灣文化研究所退休兼名譽教授，台灣日治時期著名革命僧證峰法師林秋梧為其舅公。

## 生平
李筱峰出生於臺南市麻豆區。
高中就讀台南二中（現國立台南第二高級中學），考進國立政治大學教育系讀書後，屢屢發表文章批評該校的黨化教育，後遭以言論辱及師長勒令退學；之後轉入淡江大學歷史系就讀並畢業，最後畢業於國立台灣師範大學歷史學研究所碩士班。
之後李筱峰曾經出任《八十年代》、《亞洲人》雜誌執行主編，《自立晚報》、《首都早報》等報社記者、編輯、主筆等職，曾以「小瘋子」、「李哮佛」、「李笑佛」、「陳川流」等筆名進行評論寫作。
曾任東吳大學政治系兼任副教授、輔仁大學歷史系兼任教授、世新大學通識中心專任教授，目前為台灣教授協會成員、國立臺北教育大學台灣文化研究所退休教授、長榮大學台灣研究所兼任教授，以及吳三連台灣史料基金會董事。

## 學術專長、資歷、與著作
李筱峰的學術專長為台灣史，尤其是民主運動史（涵蓋日治時代及戰後），提倡泛南島民族意識。他的主要著作包括：《台灣戰後初期的民意代表》、《台灣革命僧林秋梧》、《二二八消失的台灣菁英》、《台灣歷史閱覽》、《台灣，我的選擇》、《林茂生、陳炘和他們的時代》、《解讀二二八》、《台灣史100件大事》、《台灣人應該認識的蔣介石》、《60分鐘快讀台灣史》、《與馬英九論台灣史》等書，以及《統獨十四辯》、《台灣怎麼論》、《李筱峰專欄》、《叛徒的告白》、《恐龍的傳人》等政論文集。李筱峰的其它文章，散見於各大報。
2004年至2005年，李筱峰接受當時官派的中華電視公司總經理江霞之邀請，擔任《華視午間新聞》與《華視晚間新聞》節目中播出的政論單元快語台灣主講人之一。
2005年9月起與另一位台灣史學家戴寶村（政治大學台灣史研究所教授）聯合主持華視教育文化頻道《台灣史望春風》節目。

## 立場與他人評價
由大中國主義轉為主張台獨之立場，多次在其作品中反對「台灣自古屬於中國」的論調，反對中國統一、中國民族主義、大漢族主義和國共兩黨，除支持台灣獨立外，批判中國入侵西藏和東土耳其斯坦（今日中華人民共和國的新疆維吾爾自治區）。對日本在臺的統治如亦抱持一定批判態度（如皇民化運動），但對期間的建設（主要為物質層面）則持肯定立場。
《建國廣場》負責人傅雲欽評：「李教授是難得的正人君子，也是鐵桿台獨。他宅心寬厚，對民進黨不忍苛責；我則對民進黨的錯誤魯莽開罵，不留情面。這是他和我不同之處。他疼惜民進黨，支持民進黨，這是他的偏好，我不介意。」

## 外部連結
- 李筱峰個人網站 （页面存档备份，存于）
- 李筱峰Facebook